# Dee Williams
Dee Williams, född 24 juni 1977 i Dallas, är en amerikansk porrskådespelare. Hon har verkat i branschen sedan 2004 och är ofta aktiv i BDSM-relaterade produktioner.

## Biografi
Dee Williams växte upp i Bibelbältet i Texas. Hon fick ingen sexualundervisning i skolan och visste inte något om onani och möjliga tekniker när hon testade det första gången vid 16–17 års ålder. Som upphetsningshjälp använde hon då ett avsnitt ur Grottbjörnens folk.

### Karriär
2004 debuterade hon som pornografisk skådespelare, i en Kink.com-produktion. Detta var efter att i 12 års tid ha sysslat med bondage, som på den tiden var olagligt att använda i sexuella scener.
Hon hade åren kring millennieskiftet även arbetat som lärare, först tre år i hemstaten Texas och därefter i Kalifornien. Staden Los Angeles var åtminstone då ett enda stort skoldistrikt, och nya lärare kunde ofta under flera års tid få lov att arbeta i "problemområden", innan de fick möjlighet att välja "lugnare" områden i staden. För att sänka sina stressnivåer efter arbetsdagen extraknäckte hon som professionellt undergiven på en BDSM-klubb, där hon lät sig piskas mot betalning. Och via klubben kom hon i kontakt med folk som sysslade med att spela in pornografiska filmer med den här typen av material.
Williams har även varit akiv under artistnamnen "Sharon Darlin[g]", "Darlin[g]" eller "Grappler". Hon är mestadels verksam inom BDSM-relaterade inspelningar och har bland annat deltagit i produktioner från Gamma Entertainment (Adult Time, Girlsway och Pure Taboo), B & D Pleasures, Brazzers, Evil Angel, Evolved Fights, Kink.com, Legal Porno, Naughty America, Pornbox och Pornstar Platinum. På Internet Adult Film Database finns (sommaren 2022) 758 listade produktioner under hennes namn. Hon har på senare år ofta växlat mellan undergivna och dominanta roller, alternativt i entusiastiska MILF-gestaltningar. I BDSM-scener spelar hon ofta en dominant roll i scener mot en annan kvinna.
Numera är Williams även aktiv som oberoende innehållsskapare på Onlyfans.

### Privatliv
Hon är gift med Matt Williams, verksam som pornografisk filmregissör och arrangör av bondage-scener. De blev bekanta när hon var 25 år och fortfarande var verksam inom den separata bondage-miljön; hon var läraren som extraknäckte på en BDSM-klubb, han var en som producerade filmer där folk piskade varandra. Senare har de ofta samarbetat ihop i olika pornografiska produktioner, och han var åren 2003–2017 i första hand kopplad till bolaget Kink.com. Paret gifte sig 2016.

## Utmärkelser
Dee Williams har sedan 2015 återkommande blivit nominerad till olika branschpriser. 2020 vann hon Spank Bank Awards-kategorin "Rough Sex Specialist", och samma år vann hon även i den tekniska kategorin "Most Impressive Cape Collection". Året innan vann hon det tekniska Spank Bank Awards-priset för "Fucking Daredevil".